# 360 (tal)
360 (trehundrasextio) är det naturliga talet som följer 359 och som följs av 361.

## Inom vetenskapen
- 360 Carlova, en asteroid

## Inom matematiken
- 360 är ett jämnt tal.
- 360 är delbart med antalet primtal mindre än det.
- 360 är summan av två primtalstvillingar: 179 + 181.
- Summan av Eulers fi-funktion över de 34 första heltalen är 360.
- 360 är ett superymnigt tal.
- 360 är ett mycket högt sammansatt tal.
- 360 är ett mycket ymnigt tal.
- 360 är ett kolossalt ymnigt tal.